# Labashi-Marduk
Pour les articles homonymes, voir Marduk (homonymie).
Labashi-Marduk (Lā-abâš-Marduk, « Marduk, puissé-je ne pas avoir honte ! »), fut roi de Babylone en 556 av. J.-C.. Il ne règne qu'environ trois mois, alors qu'il est probablement encore jeune, avant d'être renversé et tué par une conjuration de dignitaires babyloniens qui porte Nabonide au pouvoir.

## Famille et montée sur le trône
Il est le fils de Nériglissar, roi de Babylone de 560 à 556. Celui-ci était un usurpateur, qui avait pris le pouvoir en renversant Amel-Marduk, le fils et successeur de Nabuchodonosor II. Selon ce qu'a rapporté le prêtre d'époque hellénistique Bérose longtemps après les faits (mais sans doute en s'appuyant sur des sources cunéiformes plus anciennes et aujourd'hui disparues), Nériglissar avait épousé une fille de ce dernier, que l'on identifie couramment à celle nommée Kashshaya ; néanmoins aucune source de l'époque néo-babylonienne ne confirme cela. Par suite, il est généralement considéré que Labashi-Marduk est le petit-fils de Nabuchodonosor II. Selon ce que rapportent aussi bien son successeur Nabonide dans une inscription que Bérose, il monte sur le trône alors qu'il est encore enfant.

## Un règne très bref
Une liste des rois babyloniens retrouvée à Uruk lui attribue un règne de deux-trois mois. Les quelques tablettes qui sont datées de son règne, provenant de Sippar et d'Uruk, semblent confirmer cela car elles sont datées de la fin du mois d'avril, de mai et de juin 556. Bérose et Flavius Josèphe lui attribuent un règne plus long, d'une durée de neuf mois, ce qui semble erroné car les tablettes datées du nom de son successeur Nabonide apparaissent dans la foulée. La brièveté du règne explique sans doute pourquoi il est oublié par les autres sources antiques mentionnant les rois babyloniens, le Canon de Ptolémée et Alexandre Polyhistor,,,.
Aucune inscription royale a son nom n'est connue, et son règne n'est décrit par aucune des chroniques historiques babyloniennes connues.
Il n'a probablement pas pu participer à la fête du Nouvel An durant laquelle le roi se voit confirmé dans sa fonction par le grand dieu Marduk, car elle devait se dérouler à la mi-avril, alors que son père était encore en vie. Cela a pu affaiblir sa légitimité.

## Coup d’État et mort
Il est renversé et probablement tué par une conjuration de hauts dignitaires babyloniens qui porte au pouvoir un homme extérieur à la famille royale nommé Nabonide. Les circonstances et les causes de ce coup d’État ne sont pas connues : Nabonide indique qu'il a pris le pouvoir à la suite d'une conjuration, sans dire plus, tandis que Bérose évoque clairement un assassinat : « Son impéritie s'étant révélée par de nombreux traits, il fut victime d'un complot et brutalement mis à mort par ses amis. » Les plus anciennes tablettes datées du règne de Nabonide, trouvées à Uruk, pourraient avoir été rédigées en même temps que les plus récentes datées du nom de Labashi-Marduk, ce qui pourrait indiquer qu'ils aient été rivaux pendant quelques jours,. 
Rien n'indique clairement que Nabonide ait été l'instigateur du coup d'Etat, qui est peut-être principalement fomenté par son propre fils Bel-shar-usur (Balthasar), qui comptait hériter du trône rapidement en raison du grand âge du nouveau roi. Quoi qu'il en soit il présente son jeune prédécesseur comme quelqu'un « ignorant tout de la bonne conduite (des affaires) et sans assentiment divin. » Cela peut être vu comme une manière de légitimer comme sa prise de pouvoir,. Bérose également présente Labashi-Marduk comme un incapable. 